# پسران پوستر
پسران پوستر (به هندی: Poster Boys) فیلمی محصول سال ۲۰۱۷ و به کارگردانی شریاس تالپاده است. در این فیلم بازیگرانی همچون سانی دئول، بابی دئول، شریاس تالپاده، سامیکشا باتناگار، سونالی کولکارنی، الی آورام، تریپتی دیمری، اجی دیوگن، آرشاد وارسی، توشار کاپور، کونال خمو، پرینیتی چوپرا، روهیت شتی، درمندرا ایفای نقش کرده‌اند.